# Herman Sätherberg
Karl o Carl Herman Sätherberg (Botkyrka socken, 19 de mayo de 1812-Estocolmo, 9 de enero de 1897) era un poeta y médico ortopeda sueco.
Estudió medicina en la Universidad de Uppsala y se doctoró en la Universidad de Lund en 1843. De 1844 a 1845 trabajó como cirujano en una corbeta en el Mediterráneo.